# Literarische Pantomime
Die literarische Pantomime ist eine spezifische literarische Gattung, die die Inszenierung einer nonverbalen, stummen Handlung in pantomimischer Gestaltung textualisiert. Als eigenständiges Genre, das sich in der deutschsprachigen Literatur um 1900 etablierte, wurde die literarische Pantomime erst 2011 in einer größeren Studie umfassend und grundlegend untersucht und definiert.

## Geschichte
Die Entwicklung der Gattung begann mit der Entstehung der Pantomime als einer Urform des Theaters, in der in Kombination mit dem Tanz oder mit der Rede bzw. dem Gesang eines Chores Götterverehrungen und mythologische Darstellungen inszeniert wurden. Populär werdend in der griechischen und römischen Antike, erfuhr die Pantomime weitere Blütezeiten durch die mittelalterlichen Gaukler und Jongleure, danach, im 16. Jahrhundert, besonders durch die Commedia dell’arte, die italienische Stegreif- und Typenkomödie, sowie ihre französische Variante, die Comédie Italienne. Im deutschsprachigen Raum setzte man sich im 18. Jahrhundert verstärkt im Rahmen einer ästhetischen Theorie und einer Reformierung des Schauspiels mit der Pantomime auseinander (Gotthold Ephraim Lessing, Johann Georg Sulzer, Johann Jakob Engel), wobei herausgestellt wurde, dass die pantomimische Gebärde als Darstellungsform des Emotionalen, der Gemütsbewegungen und der Leidenschaften dem Wort überlegen sei. – Zu einem nächsten Höhepunkt gelangte die Pantomime dann in den Wiener Vorstadttheatern des frühen neunzehnten Jahrhunderts, wo sich vor allem sogenannte Zauberpantomimen, die Märchenmotive und übersinnlich-geisterhaftes Geschehen zur Vorstellung brachten, größter Beliebtheit erfreuten.

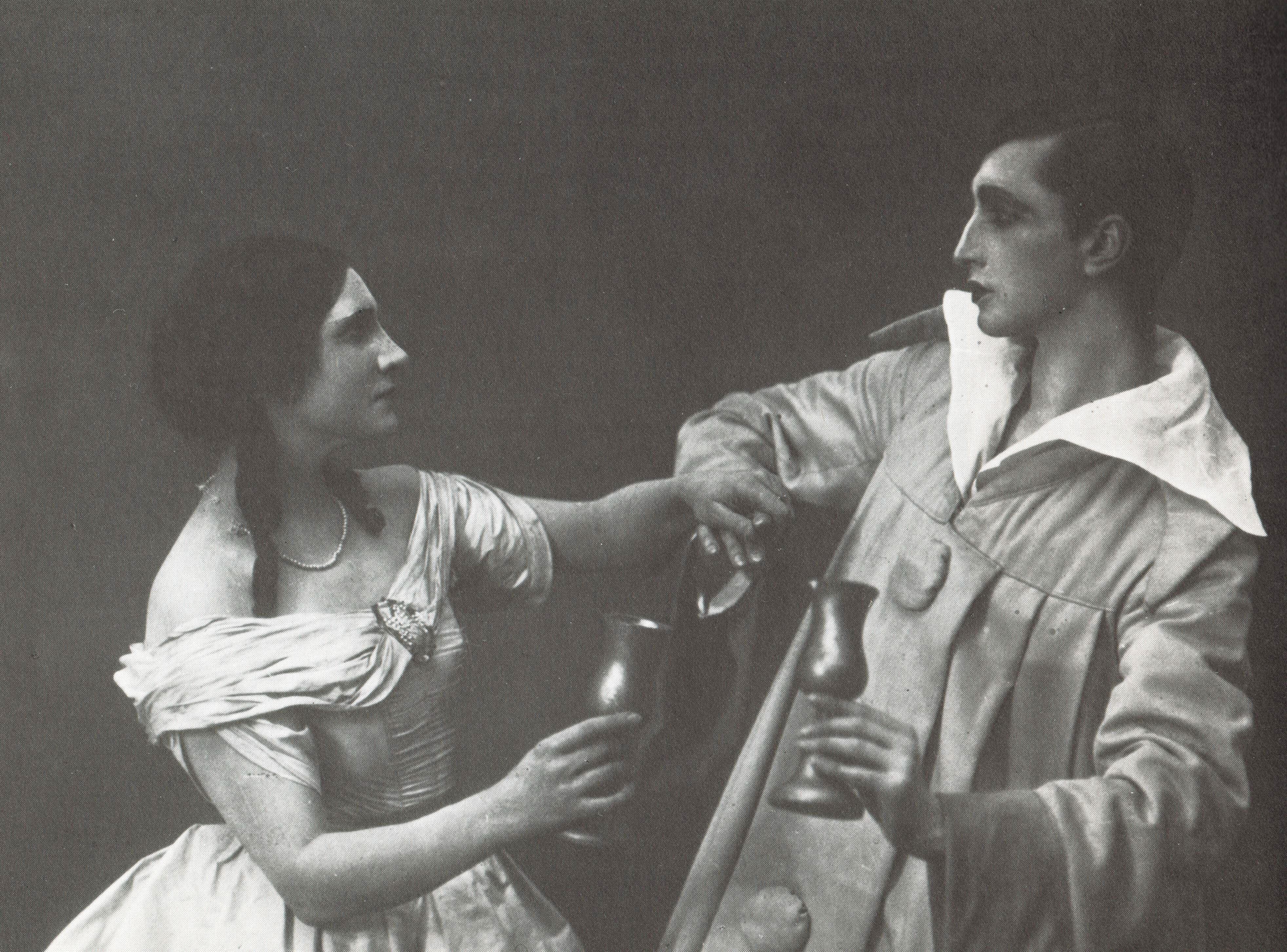
Szenenfoto der Pantomime Der Schleier der Pierrette von Arthur Schnitzler, Moskau 1913; Alice Koonen als Pierrette, A. Krečetov als Pierrot

Am Ende des neunzehnten und Anfang des zwanzigsten Jahrhunderts entwickelte sich besonders in Wien ein neues Interesse an der Pantomime, und nun wurde die Gattung der literarischen Pantomime etabliert, von namhaften Autoren wie Hermann Bahr, Richard Beer-Hofmann, Hugo von Hofmannsthal, Felix Salten und Arthur Schnitzler, die Werke verfassten, die sich explizit als pantomimische Texte verstanden. Dass es gerade in Wien zu dieser Blütezeit der literarischen Pantomime kam und sich progressive, die moderne Literatur repräsentierende Dichter (die sich im Kreis des Jungen Wien zusammenfanden) dieser Kunstform zuwandten, ist zum einen mit dem traditionellen Hintergrund des Wiener Volkstheaters und dessen Affinität zur Commedia dell’arte und zu märchenhaft-phantastischen Zauberspielen zu erklären; zum anderen aber auch wesentlich mit der Suche der fortschrittlichen, modernen Autoren nach neuen künstlerischen Ausdrucksformen, einer Suche, die fundamentiert wurde von einer erheblichen Sprachskepsis und tiefen Sprachkrise, wie sie paradigmatisch in Hofmannsthals berühmtem, 1902 erschienenen Chandos-Brief, einem Schlüsseltext der literarischen Moderne, zum Ausdruck kam. Für die Autoren des Jungen Wien wurde die literarische Pantomime insbesondere als ästhetische Gegenform zum Naturalismus, als Demonstration einer künstlerisch erschaffenen Wirklichkeit und als Manifestation einer ‚Seelenkunst‘ bedeutend. Neben der zunehmenden Sprachkritik begründete das um 1900 sich verstärkende Interesse an der Psyche des Menschen, an seelischen, unbewussten Phänomenen und Vorgängen und an ihrer analytischen Deutung die Entstehung vieler pantomimischer Texte in dieser Zeit. Literarische Pantomimen wie Richard Beer-Hofmanns Pierrot Hypnotiseur, Arthur Schnitzlers Der Schleier der Pierrette und Die Verwandlungen des Pierrot oder Hugo von Hofmannsthals Der Schüler stellten die zur Entstehungszeit dieser Werke heftig diskutierten psychischen und psychologischen Phänomene wie Persönlichkeitsspaltung, halluzinatorische Erscheinungen oder Hypnose gezielt in den Mittelpunkt des stummen Spiels. Die Bildhaftigkeit und Symbolträchtigkeit der Pantomime, die durch den Sprachverzicht gewonnen wurden, dienten einer Visualisierung des Unbewussten, des Außer- und Vorsprachlichen, des Traumhaften oder auch Traumatischen, dem Sigmund Freud um 1900 tiefenpsychologisch auf den Grund ging.

Einer der bedeutendsten Förderer der pantomimischen Kunst zu Beginn des 20. Jahrhunderts war Max Reinhardt, der ihr schon in seinem 1901 mitbegründeten Kabarett Schall und Rauch ein Forum verschaffte und später durch Kooperationen mit den Dichtern Hugo von Hofmannsthal, Friedrich Freksa und Karl Vollmoeller sowie der Tänzerin Grete Wiesenthal pantomimische Stücke inszenierte. Mit dem im Dezember 1911 in London uraufgeführten, von Vollmoeller verfassten monumentalen Legendenspiel Das Mirakel erzielte Reinhardt den größten Publikumserfolg einer literarischen Pantomime. 

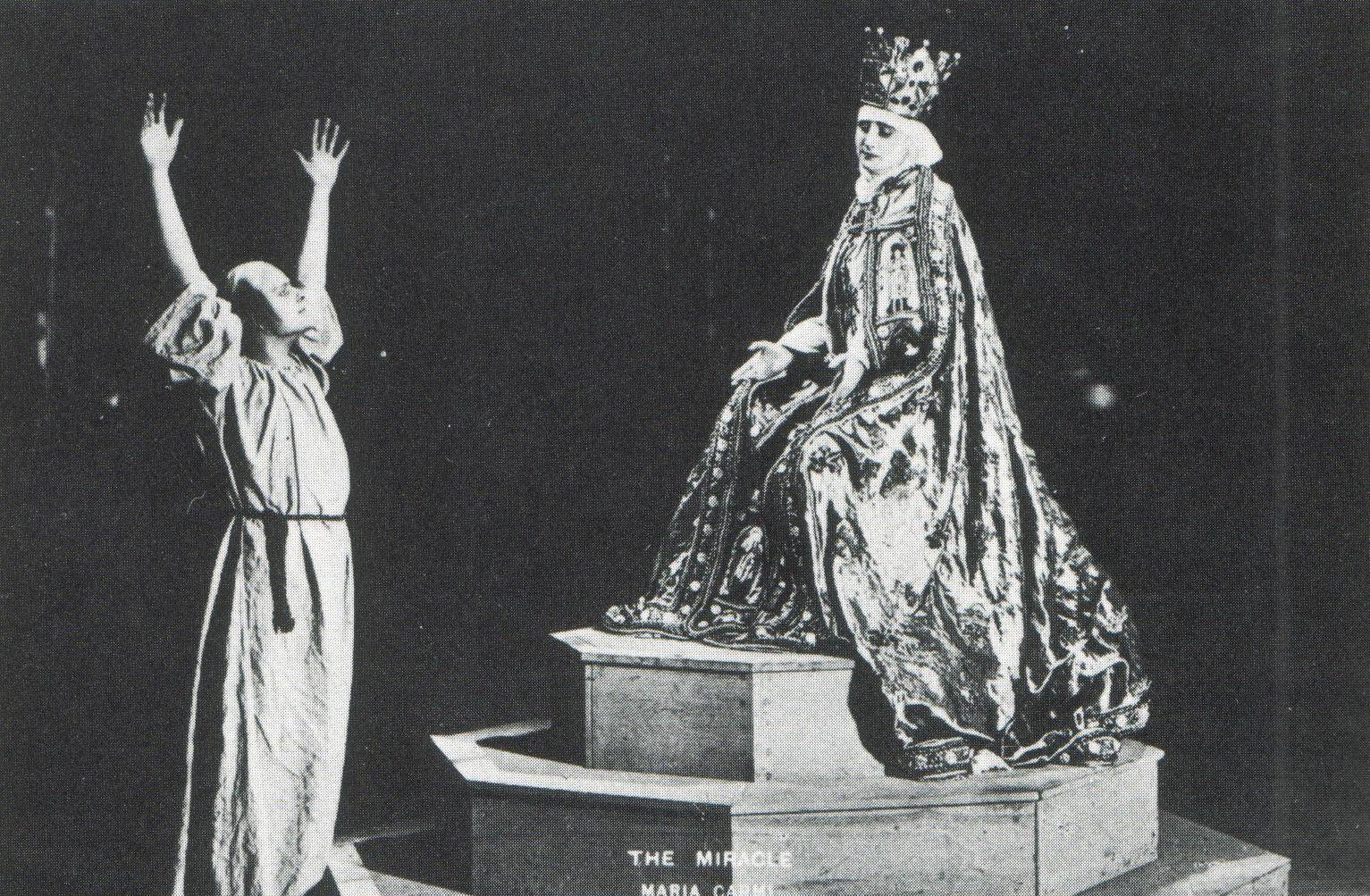
Das Mirakel, London, Olympia Hall, 1911; Marcel Brom (der Lahme) und Maria Carmi (Madonna)

## Werke und Stilformen
Es sind vor allem zwei Themenbereiche, denen sich die literarischen Pantomimen Ende des 19., Anfang des 20. Jahrhunderts zugewandt haben: Zum einen dem – traditionellen und nun zum Teil modernisierten (psychologisierten) – Stoff der Commedia dell’arte bzw. der Comédie Italienne und ihrem genretypischen Personal (besonders beliebt waren die Figuren des Arlequino und der Colombina, des Pierrot und der Pierrette); zum anderen phantastischen, märchenhaften, mythischen und mystisch-okkultistischen Geschichten. – Zur ersten Kategorie sind Pantomimen zu zählen wie:
- Hermann Bahr: Die Pantomime vom braven Manne (1892)
- Richard Beer-Hofmann: Pierrot Hypnotiseur (1892)
- Hugo von Hofmannsthal: Der Schüler (1901)
- Karl von Levetzow: Pierrots Leben, Leiden und Himmelfahrt (1902) / Die beiden Pierrots (1902)
- Arthur Schnitzler: Der Schleier der Pierrette (entst. 1892, ersch. 1910) / Die Verwandlungen des Pierrot (1908)
- Lion Feuchtwanger: Pierrots Herrentraum (1916)
- Louisemarie Schönborn: Der weiße Papagei (1921).

Der zweiten Kategorie sind Werke zuzuordnen wie:
- Frank Wedekind: Die Flöhe oder Der Schmerzenstanz (1897) / Die Kaiserin von Neufundland (1897) / Bethel (posthum 1921 erschienen)
- Richard Dehmel: Lucifer (1899)
- Paul Scheerbart: Kometentanz (1902) / Geheimnisse (1904) / Sophie (1904)
- Robert Walser: Der Schuss (vermutl. um 1902)
- Hermann Bahr: Der liebe Augustin (1902) / Das schöne Mädchen (1902) / Der Minister (1903)
- Max Mell: Die Tänzerin und die Marionette (1907)
- Friedrich Freksa: Sumurûn (1910)
- Hugo von Hofmannsthal: Amor und Psyche (1911) / Das fremde Mädchen (1911) / Die Biene (1914) / Die grüne Flöte (1916)
- Karl Vollmoeller: Das Mirakel (1911) / Eine venezianische Nacht (1912) / Die Schießbude (1921)
- Carl Einstein: Nuronihar (1913)
- Felix Salten: Das lockende Licht (1914)
- Carl Hauptmann: Pantomime (undat.; 1917 vorgelegt, 1922 ersch.)
- Arthur Sakheim: Galante Pantomime (1919)
- Richard Beer-Hofmann: Das goldene Pferd (entst. 1921/22).

Gemeinsam sind beiden Pantomimentypen, die sich auch miteinander verflechten können – wie etwa in Hofmannsthals Der Schüler oder Schönborns Der weiße Papagei –, die Öffnung und Entgrenzung der empirischen Realität durch die künstlerisch-imaginative Gestaltung. Formal weisen die pantomimischen Stücke sowohl dramatische als auch epische und lyrische Elemente auf.
In seinem 1911 erschienenen Essay Über die Pantomime begründete Hugo von Hofmannsthal seine produktive Auseinandersetzung mit der pantomimischen Kunst, indem er darauf verwies, mit der „reinen Gebärde“ der Pantomime auf die täuschende Sprache verzichten, sich von ihr befreien, die „wahre Persönlichkeit“ sichtbar machen und das darstellen zu können, „was zu groß, zu allgemein, zu nahe ist, um in Worte gefaßt zu werden“. Dementsprechend weckte die Pantomime bei vielen modernen Dichtern um 1900 besonders deshalb ein großes Interesse, da sie ein adäquates Medium bot, Erfahrungen, Zustände und Vorgänge jenseits der Sprache publikumswirksam zu visualisieren, ohne dass der Dichter sich radikal seines ‚Instrumentes‘, der Sprache, zu entledigen hatte. Was die Autoren von Pantomimen speziell an dieser ästhetischen Gattung faszinierte, war die Möglichkeit, die Grenzen konventioneller Ausdrucksformen mit einer anderen, körperlichen Sprache, die oft durch eine stimmungsvolle, atmosphärisch wirksame musikalische Begleitung unterstützt wurde, zu erweitern und zu durchbrechen und in Bereiche des Unaussprechlichen und Unbeschreiblichen vorzudringen.

Die literarische Pantomime gestaltet – anders als etwa die Bewegungskunst des Tanzes, des Balletts – sprachlich die Wortlosigkeit; die auftretenden Figuren bleiben stumm, ihre Handlungen, ihre Bewegungen, ihre Gebärden, ihre Gestik und Mimik sind ihnen allerdings textlich zugeschrieben. So erscheint der pantomimische Text wie extensive Bühnenanweisungen, die nun aber nicht, wie bei Wort-Dramen, als szenische Bemerkungen in den Sprechtext eingefügt werden, sondern die das gesamte Stück gestalten und ausfüllen.

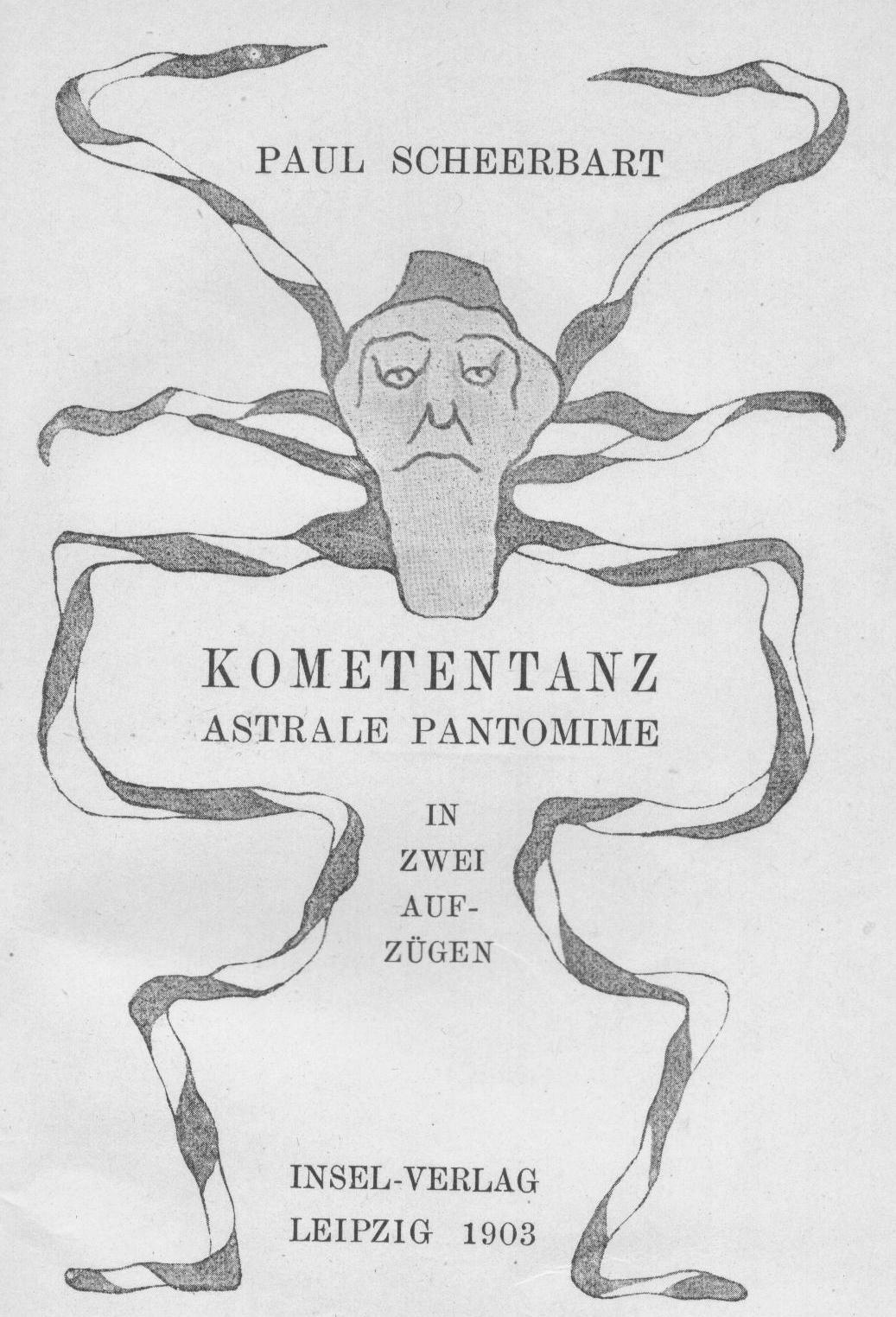
Titelei von Paul Scheerbarts ‚Astraler Pantomime‘ Kometentanz (1903)

Als Lesetexte ‚funktionieren‘ die auf Performanz angelegten Pantomimen insofern, als sie mit sprachlicher Reduktion und Lakonik (Körper-)Bilder projizieren, bewegte Bilder eines außergewöhnlichen, sinnlichen Geschehens, die an den Stummfilm denken lassen, der in bedeutsamer Weise pantomimische Elemente aufgenommen hat, eben weil der stumme Film – sieht man von eingeblendeten Texttafeln ab – auf Sprache, technisch bedingt, zu verzichten hatte.
Dass die literarische Pantomime oft simplifizierend, auf das Wesentliche reduzierend und abstrahierend verfährt und immer wieder auch kolportagehaft erscheinende Situationen extremer Erfahrungen menschlicher Existenz darstellt, resultiert aus der Intention, ein breites, ‚inneres‘ Verstehen zu erreichen, ohne eine als fragwürdig, unzureichend und unzuverlässig erkannte verbale Kommunikation zu benötigen, und unabhängig von sprachlichen und sozialen Grenzen in tiefste menschliche Bereiche zu gelangen, wo ein kollektives Empfinden und Erkennen möglich ist. Die literarische Pantomime ist so als eine Ästhetisierung der Emotionalität oder als eine versinnlichte, vitalisierte ästhetische Form zu begreifen, die auf Unmittelbarkeit, Intensität und Konzentration zielt.